# SS Californian
Az SS Californian brit kereskedelmi gőzhajó volt, amit a Leyland Line üzemeltetett. A hajó a nagyközönség előtt leginkább az 1912. április 15-én, az RMS Titanic elsüllyedésekor tanúsított tétlenségéről ismert, ugyanis mintegy tizenkét tengeri mérföldre (22 km) tartózkodott a bajbajutott óceánjárótól, ám a leadott SOS-jelzések, valamint az általuk is érzékelt, fellőtt jelzőrakéták ellenére sem reagáltak. Az Amerikai Egyesült Államok Szenátusa a katasztrófa után indított vizsgálata megállapította, hogy a Californian a Titanic utasainak és személyzetének nagyobbik részét megmenthette volna, ha időben a tragédia helyszínére siet. A késlekedésért kezdetben a hajó kapitányát okolták, ám végül sem őt, sem a legénységét nem vonták felelősségre. 
A hajó később, az első világháború idején elsüllyedt a Földközi-tengeren, miután két torpedótalálatot kapott.

## Története
A gőzös tulajdonosa a Leyland Line hajózási társaság volt, amelynek tulajdonosa az a J. P. Morgan amerikai befektető és bankár volt, aki 1902-ben megvásárolta a White Star Line-t is, tehát ő volt a cég - és így a három Olympic-osztályú óceánjáró tulajdonosa is. A Californian-t egy skóciai kikötővárosban, Dundee-ban építették, és ez volt a legnagyobb, ami itt készült; ez volt a maximális méret, amit a hajógyár szárazdokkjában fel lehetett húzni. A jármű kereskedelmi hajó létére kifejezetten nagynak és nehéznek számított, olyannyira, hogy az építkezés alatt a hajó egyik frissen elkészült gőzkazánja szállítás közben kárt okozott az utcai kövezetben és a föld alatti csövekben (az utakat akkoriban még nem ekkora nyomásra tervezték).
Tulajdonosa a hajót elsősorban arra szánta, hogy pamutot szállítson a két kontinens között, de ugyanakkor képes volt 47 főnyi utast szállítani, harmadosztályú körülmények között, így ezek az utasok főképp a legszegényebb kivándorlók közül kerültek ki. A hajó első útján Dundee-ből New Orleans-ba hajózott. 
1911 végén a hajót Guglielmo Marconi-féle vezeték nélküli távíróval szerelték fel.

### ATitanickatasztrófája

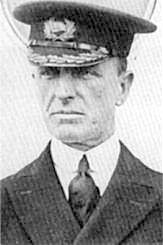
Stanley Lord, a Californian parancsnoka

A Californian 1912. április 5-én hajózott ki Liverpool kikötőjéből, Boston felé tartva, Stanley Lord kapitány parancsnoksága alatt, 55 főnyi személyzettel a fedélzetén. Utasokat nem szállított. Április 14-én, vasárnap este 18:30-kor a hajó távírásza, Cyril Furmstone Evans jégjelentést küldött az Antillan nevű hajónak, amelyet Harold Bride, a Titanic segéd-távírásza is elfogott. A Californian ezután folytatta útját nyugat felé, de 22:30 körül Lord kapitány megálljt parancsolt, mert éppen egy jégmezőn haladtak keresztül, és teljesen körülfogta őket a vízen sodródó úszójég. Mielőtt lefeküdt volna, látta egy hajó fényeit a távolban, de nem tudta, hogy melyik lehet az. A parancsnoki hidat és a kormányállást maga mögött hagyva megkérdezte Evans-t, hogy van-e valamilyen hajó a közelben, a rádiós erre annyit felelt, hogy csak a Titanic. A kapitány megkérte Evans-t, hogy tájékoztassa a Titanicot, hogy jégmező van a közelben, valamint figyelmeztessen erre minden közelben lévő hajót. Az óceánjáró fő-távírásza, Jack Philips azonban éppen az Új-Fundlandból érkezett üzenetekkel volt elfoglalva, így csak annyit válaszolt Evansnak, hogy "fogja be a száját". Philips nem is közölte a rádiós üzenetét a kapitányi híddal, így sem Edward Smith kapitány, sem William Murdoch első tiszt nem szerzett róla tudomást. Evans ezek után úgy érezte, megtette, amit Lord kért tőle, így kikapcsolta a rádiót, és aludni tért. 23:30-kor a Californian harmadik tisztje, Charles Groves szintén észlelte a távolban haladó luxushajót. Tíz perccel később, 23:40-kor a Titanic két őrszeme, Frederick Fleet és Reginald Lee jéghegyet észlelt a hajó orra előtt. Murdock első tiszt utasítására Robert Hichens kormányos jobbra fordította a hajót, ami végzetes hibának bizonyult: jéghegynek ütköztek, huszonöt perc múlva leadták az első vészjelzést. Groves felébresztette Stanley Lord kapitányt, azzal, hogy a távolból úgy tűnik, a Titanic megállt, de a parancsnok nem foglalkozott vele. Éjfél után nem sokkal Herbert Stone másodtiszt váltotta Groves-t, és 0:55 körül fellőtt rakétákat észlelt a Titanicról. Ezt közölte az akkor visszatérő Lorddal is, aki megkérdezte, hogy milyen rakétákról van szó. Stone úgy gondolta, hogy nincs vészhelyzet. Lord csak annyit mondott, hogy figyelje a hajót tovább, és ha valami megváltozik, jelentse. 2 óra körül a tiszt annyit mondott még, hogy fehér színű rakétákat látott.
02:20-kor a Titanic elsüllyedt. 03:40 körül a Californian fedélzetéről már látni lehetett azokat a rakétákat, amiket a közeledő RMS Carpathia lőtt fel, ami 4 óra körül érkezett meg a tragédia helyszínére. Lord kapitány fél öt körül ismét felébredt, és a parancsnoki hídra ment, hogy megbeszélje a tisztekkel a továbbindulást. Egyikőjüket elküldte, hogy ébressze föl Evans távírászt, hogy nézzen utána, mi történt a hajóval, amit órákon keresztül lehetett látni. A rádiós nem sokkal később érkezett a megdöbbentő hírrel, miszerint a Titanic elsüllyedt. Lord azonnal elindította a hajóját, és a Carpathia felé vették az irányt. Mire odaértek, a Cunard Line hajója már az összes túlélőt kimentette, de meghagyta nekik, hogy keressenek további túlélőket, De a Californian legénysége már csak roncsdarabokat és holttesteket talált. Miután nyilvánvalóvá vált, hogy a keresgélés nem vezet eredményre, folytatták útjukat nyugat felé.

#### Utóhatás
A hajó katasztrófáját követő napokban az Egyesült Államok szenátusa vizsgálatot indított a Titanic ügyében. A Californianról először április 23-án jelent meg cikk a sajtóban, melyben azt írták, hogy a teherhajó megtagadta a segítségnyújtást. Április 19-én Stanley Lord azt állította egy interjúban, hogy több mint 30 mérföldre jártak a süllyedő hajótól, de 24-én már 20 mérföldet nyilatkozott. Amikor az újságírók a hajó pozíciója felől érdeklődtek, Lord megtagadta a választ. Április 23-án a szenátus beidézte a kapitányt, és a hajó teljes legénységét. Lord vallomásai több ízben is ellentmondtak egymásnak, például elismerte, hogy tudott a Titanic által fellőtt rakétákról, miközben korábban egy újságnak azt mondta, nem tud ilyesmiről. A szenátusban ragaszkodott ahhoz az állításához, hogy nem tudta, hogy azok vészhelyzeti rakéták. Sőt, váltig állította, hogy szerinte a tűzijáték egy másik hajóról érkezhetett, de másik hajó nem volt akkor a közelben. A Titanic túlélői közül többen állították, hogy láttak még egy hajót a távolban, amit a Californianként azonosítottak. Végül sem a kapitányt, és a legénység egy tagját sem vonták felelősségre, csupán egy új rendeletet hoztak, mely kötelezően 24 órás rádiószolgálatot írt ki, minden hajóra. 
1992-ben a brit kormány újabb vizsgálatot indított, melynek eredménye szerint ha a Californian megfelelően cselekszik, már akkor is csak a Titanic elsüllyedése után ért volna a helyszínre.

### A háborúban
1913. július 2-án a hajó Veracruz partjainál horgonyozva kigyulladt, és súlyos károkat szenvedett. Miután helyreállították, folytatta a szolgálatát, egészen az első világháború kitöréséig, amikor is a brit Admiralitás lefoglalta, és csapatszállító hajóként alkalmazta. 1915. november 9-én a Californian Szalonikiből Marseille-be tartott, amikor egy német tengeralattjáró, az U-34, megtorpedózta. A hajó túlélte a támadást, de mozgásképtelenné vált. Mialatt egy francia járőrhajó elkezdte elvontatni, az U-35-ös tengeralattjáró ismét megtorpedózta, amit a sérült hajótest már nem bírt ki, és elsüllyedt. A támadásban egy ember veszítette életét, és további két személy megsérült, mindenki más sértetlenül megúszta. A Californian roncsait - bár tudják, hol található - a mai napig nem fedezték még fel. A hajó nagyjából 320 kilométerre nyugszik attól a ponttól, ahol a Titanic testvérhajójának, a HMHS Britannicnak a roncsa található.

## Fordítás
Ez a szócikk részben vagy egészben  a   SS Californian című angol Wikipédia-szócikk ezen változatának fordításán alapul.  Az eredeti cikk szerkesztőit annak laptörténete sorolja fel. Ez a jelzés csupán a megfogalmazás eredetét és a szerzői jogokat jelzi, nem szolgál a cikkben szereplő információk forrásmegjelöléseként.